# ボナ・ドラッグ
『ボナ・ドラッグ』（Bona Drag）は、モリッシーが1990年に発表したコンピレーション・アルバム。ソロ・アルバムとしては通算2作目に当たる。

## 背景
モリッシーはソロ・デビュー作『ビバ・ヘイト』（1988年）制作後、ギタリストのヴィニ・ライリーを解雇し、その後一時的に、ザ・スミス時代の盟友クレイグ・ギャノン、アンディ・ルーク、マイク・ジョイスを迎え入れた。最終的には、ギャノンとジョイスはシングル「ラスト・オブ・ザ・フェイマス・インターナショナル・プレイボーイ」（1989年2月発売）と「インテレスティング・ドラッグ」（1989年4月発売）のみの参加となるが、ルークはその後も、ソングライティングやレコーディングに貢献した。そして、本作は当初予定されていた「2作目のスタジオ・アルバム」ではなく、シングルA面/B面曲を集めた作品として発売され、収録曲のうち「エヴリデイ・イズ・ライク・サンデー」と「スエードヘッド」は『ビバ・ヘイト』にも収録されていた。ただし、「ピカデリー・パラーレ」のみ新曲で、マッドネスのボーカリストであるサッグスがゲスト参加した。
一部の曲をプロデュースしたクライヴ・ランガーとアラン・ウィンスタンリーのコンビは、次作『キル・アンクル』（1991年）も引き続き手がけた。

## 反響・評価
先行シングル「ピカデリー・パラーレ」は全英シングルチャートで18位に達し、ソロ転向後としては7作目の全英トップ20シングルとなった。続いて発売された本作は、全英アルバムチャートで9位を記録した。アメリカでは16週Billboard 200入りし、最高59位を記録して、リリースから約10年後の2000年6月には、RIAAによりゴールドディスクの認定を受けた。
Stephen Thomas Erlewineはオールミュージックにおいて5点満点中4.5点を付け「多くの曲がモリッシーを代表する名曲で、『ビバ・ヘイト』以上に首尾一貫した、そして楽しめるレコード」と評している。

## 収録曲
特記なき楽曲はモリッシーとスティーヴン・ストリートの共作。
1. ピカデリー・パラーレ "Piccadilly Palare" (Morrissey, Kevin Armstrong) – 3:26
  - 1990年10月リリースのシングルA面曲。
2. インテレスティング・ドラッグ "Interesting Drug" – 3:27
  - 1989年4月リリースのシングルA面曲。
3. モンスターが生まれる11月 "November Spawned a Monster" (Morrissey, Clive Langer) – 5:25
  - 1990年4月リリースのシングルA面曲。
4. ウィル・ネバー・マリー "Will Never Marry" – 2:22
  - 12インチ・シングル「エヴリデイ・イズ・ライク・サンデー」（1988年6月リリース）のB面曲。
5. サッチ・ア・リトル・シング・メイクス・サッチ・ア・ビッグ・ディファレンス "Such a Little Thing Makes Such a Big Difference" – 2:51
  - 「インテレスティング・ドラッグ」のB面曲。
6. ラスト・オブ・ザ・フェイマス・インターナショナル・プレイボーイ "The Last of the Famous International Playboys" – 3:37
  - 1989年2月リリースのシングルA面曲。
7. ウィジャボード、ウィジャボード "Ouija Board, Ouija Board" – 4:25
  - 1989年11月のシングルA面曲。
8. ヘアドレッサー・オン・ファイアー "Hairdresser on Fire" – 3:50
  - 12インチ・シングル「スエードヘッド」（1988年2月リリース）のB面曲。
9. エヴリデイ・イズ・ライク・サンデー "Everyday Is Like Sunday" – 3:33
  - アルバム『ビバ・ヘイト』（1988年）からの第2弾シングル。
10. ヒー・ノウズ・アイド・ラヴ・トー・シー・ヒム "He Knows I'd Love to See Him" (Morrissey, K. Armstrong) – 3:08
  - 「モンスターが生まれる11月」のB面曲。
11. イエス、アイ・アム・ブラインド "Yes, I Am Blind" (Morrissey, Andy Rourke) – 3:44
  - 「ウィジャボード、ウィジャボード」のB面曲。
12. ラッキー・リスプ "Lucky Lisp" – 2:51
  - 「ラスト・オブ・ザ・フェイマス・インターナショナル・プレイボーイ」のB面曲。
13. スエードヘッド "Suedehead" – 3:54
  - アルバム『ビバ・ヘイト』からの第1弾シングル。
14. ディサポインテッド "Disappointed" – 3:05
  - 「エヴリデイ・イズ・ライク・サンデー」のB面。

### 2010年再発盤ボーナス・トラック
いずれも未発表音源である。
1. "Happy Lovers at Last United" – 3:13
2. "Lifeguard on Duty" – 2:54
3. "Please Help the Cause Against Loneliness (Demo Version)" – 2:09
4. "Oh Phoney" (Morrissey, K. Armstrong) – 2:01
5. "The Bed Took Fire" – 2:39
6. "Let the Right One Slip In (Long Mix)" (Morrissey, Alain Whyte) – 3:14

## 参加ミュージシャン
- モリッシー - ボーカル
- サッグス - ボーカル(on #1)
- カースティ・マッコール（英語版） - ボーカル(on #2)
- マリー・マーガレット・オハラ（英語版） - ボーカル(on #3)
- ケヴィン・アームストロング - ギター(on #1, #3, #7, #10, #11)
- クレイグ・ギャノン - ギター(on #2, #5, #6, #12)
- ニール・テイラー - ギター(on #2, #5, #6, #12)
- ヴィニ・ライリー - ギター、ピアノ(on #4, #8, #9, #13, #14)
- アンディ・ルーク - ベース(on #1, #2, #3, #5, #6, #10, #12)
- スティーヴン・ストリート（英語版） - ベース(on #4, #8, #9, #13, #14)、キーボード(on #2, #5, #6, #12)
- マシュー・セリグマン（英語版） - ベース(on #7, #11)
- アンドリュー・パレシ - ドラムス(on #1, #3, #4, #7, #8, #9, #10, #11, #13, #14)
- マイク・ジョイス - ドラムス(on #2, #5, #6, #12)